# 華夷秩序
華夷秩序，或称華夷之辨、夷夏之辨、天下秩序、夷夏大防，原是上古中原人用于區別中原華夏與四方蠻夷的一種概念。“華夷之辨”的辨别標準大致有血緣，地緣，以及衣裝、禮儀等文化習俗。先秦時期的華夷之辨概念，源自於五服制，強調由親而疏，由近而遠的內外的觀念，《春秋》以及《儀禮》、《周禮》、《禮記》、《尚書》等經籍有所具體闡述。這個概念在秦漢以來為儒家所繼承發揚，認為華夏之人群居于中央之國，为文明中心，以漢文化禮義為區隔文明–野蠻的觀念就此成型。基於該種理念的體制，認為可將四方族群納入同一個天下秩序之中，而且不受政治現實中族群勢力消長的影響。

## 源起及形成
- 西周金文「狄」字
- 天下秩序圖
- 戰國曾侯乙墓編鐘
- 唐代孔子畫像

目前考古學及古文字學之中，商朝為中國最早證實有文字體系的王朝。不過，當時的甲骨文、金文紀錄之中只是自號「大邑商」、「天邑商」，未開始明辨華夷。所謂戎、蠻、夷、狄，本來都係用來直指當時某一部落和方國，實際文字寫法亦未完全固定。譬如人方，「人」、「尸」、「夷」相通；「狄」、「翟」相通。夷人之中有萊夷、藍夷、淮夷之類；狄人之中又有白狄、赤狄等。再者，四方部落往往與中原王朝和諸侯國有一定關係。戎、蠻情況亦近。
在周朝，西周行封建之制，外交行為上與商朝相近。到東周時平王東遷之後，王室威嚴大不如前。諸侯國或交惡，或交戰，甚至攻擊周天子，禮樂宗法隨之崩潰。諸侯之外四方的部族亦藉勢進侵各國。在此動亂之時，中原諸侯國中好多都改革官、兵、農等制度，實行富國強兵，既併吞小國，又防禦王化以外的部族。春秋時代中期，齊國桓公任管仲為相時，就以「尊王攘夷」為號。
目前可考最早以論理說明「中華」和「夷狄」分别的文獻始於春秋戰國。其時種種事件，在孔子等儒者眼中，以及在同時代成體系的經典裏，就解讀為華夷秩序的表表者。孔子主張堅持周初的禮樂制度，並排除當時明顯源自夷狄的文化要素，但實際上周初有時候也會把夷文化因素融入自己的禮樂制度，六樂中的大韶即為一例，《論語·八佾》載孔子觀後讚其：「盡美矣，又盡善也」。孔子死後，其學生及徒孫繼承其學，在諸子百家中足以與道、墨、法、縱橫等家齊名。
儒家經典之中，諸如《春秋》、《儀禮》、《周禮》、《禮記》、《尚書》都成型如春秋戰國時期。其中《春秋》是華夏禮義之大宗，三禮則詳細記述其規矩。例如《尚書·大禹謨》記載大禹治水後，“无怠无荒，四夷來王”。四夷是“東曰夷、西曰戎、南曰蠻、北曰狄”（《禮記王制》）。《春秋左傳正義・定公十年》：“中國有禮儀之大，故稱夏；有服章之美，謂之華。”，《周易·繫辭下》記載“黃帝、堯、舜垂衣裳而天下治”。周公制周禮而治天下，被儒家尊爲聖人。衣冠、禮儀在古代往往用來代指文明。
華夷之辨屬於一種認為中原文化是世界中心的概念，是中國古代的一種世界觀，它以是否接受中原文化作為區分華夏和夷狄的準則。周王室及其所分封建立之諸侯國，統稱諸夏。《國語·鄭語》曰：“是非王之支子母弟甥舅也，則皆蠻、荆、戎、狄之人也。非親則頑，不可入也……夫成天下之大功者，其子孫未嘗不章，虞、夏、商、周是也。”諸夏的基本宗族包括夏、商、姬、姜四族，也就是姒姓、子姓、嬴姓、姬姓、姜姓氏族中承繼華夏文明的國家。譬如姬姓國有周王室和魯、晉、鄭、衞、韓、魏、燕、虞、虢等；齊、申、呂、許等為姜姓國。徐、黄、郯、江、趙、秦等為嬴姓國、子姓有宋國之類。周王之外，不可有其他王，否則是僭越。
對於齊桓公宰相管仲倡“尊王攘夷”，孔子褒扬他，曰：“管仲相桓公，霸諸侯，一匡天下，民到于今受其賜。微管仲，吾其被髮左衽矣。”（《論語·憲問》）。孔子又说：“夷狄之有君，不如諸夏之亡也。”（《論語‧八佾》）此話有兩解，第一解是強調夷狄即使有國君，但不明禮義，還不如諸夏即使國君亡了，但仍保有禮義；第二解是認為夷狄君主有為，都不及諸夏沒有，是慨歎東周禮樂衰敗。孔子作春秋大義，提倡華夷之辨，不強調以種族爲標準，而以文化禮義作量度。如楚國自稱蠻夷，其後文明日進，中原諸侯與之會盟，則不復以蠻夷視之；而鄭國本爲諸夏一國，如行爲不合禮義，亦視爲夷狄。若夷狄嚮慕中原，能習行禮義，則褒揚而進之。若本為華夏之國而偏行蠻夷之事，就會淪為蠻夷。
歷史學家白寿彝認為，孔子在華夷之辨的態度上是理智的。其在口氣上對夷狄蠻貊看似不以平等相看，但又認為四夷和諸夏之間有共同的道德標準，而夷狄也有長處，有的地方比諸夏更好。所以孔子的想法與現代的狹義民族觀念不同。他又指出孟子所說“吾聞用夏變夷者，未聞變于夷者也”（《孟子·滕文公上》），不只顯現學派中門户之見，亦是鄙視其他民族。然而，這種歧視是以基於文化禮習。秩序之下，華夏亦不會無故侵犯四夷權益，除了保衞諸夏時以仁義之師出征外，整個中國古代很少會無故征伐“四夷”，因為儒教之中，會視君主為“不仁”和“无德”。
中原服飾特徵之一「右衽」为華夷之别的重要標準，中原人服裝的特性皆為「右衽」。上古時代，上衣多为交領斜襟，中原人崇尚右，習慣上衣襟右掩，故稱右衽；而北方諸族崇尚左，衣襟左掩，是為左衽。除了上衣左衽以外，胡服的下衣和足衣也與中原衣冠有别。至於荊蠻百越之地，則有斷髮紋身之習。孔子说过：“微管仲，吾其披发左衽矣。”把“披发”看成的蛮夷、落后的特征。
春秋戰國終於秦國統一中國，滅除六國，建立秦朝。秦王政號稱皇帝，廢除封建，厲行法家統治，並且禁燬民間農業、醫藥、占卜以外的私藏書籍。但同時，秦朝又南北征伐，將中原文物隨而傳播開去。秦朝十三年亡於民變和分裂，漢朝立國初年，漢高祖、呂太后等都喜愛黃老思想，不干涉諸家學說。直至漢武帝起，方有轉變。

## 漢朝至明朝
由漢代至明代，“華夷之辨”的衡量標準都遵從儒家經典解說，對人方面大致有以下三個：
1. 血緣、
2. 居地(漢亡後大致以漢朝關內地域為準)、
3. 衣着、禮儀等文化習俗。

至於國與國之間關係方面，在中原王朝傳統的冊封體制中，歷代中央王朝在當時東亞一帶自為天下文明的中心。文教開化自京都或本國為中心向外輻射。隨年代演進，依照「開化」程度，就有不同的層級。依次包括：
1. 世居其地，為國守疆而代守門戶的番、苗、夷及地方土司；
2. 納貢稱臣的藩屬國；
3. 藩屬之外的諸多外地部族，尤其是敵對或不肯來貢的政權；
4. 未開化的海陸地帶，即所謂化外之地。

秦代雖然力行法家和《秦律》，禁民私藏農、醫外之書籍，始皇帝並非完全禁制儒家。秦亡及楚漢之爭後，有曾經事秦的儒生最終在漢初為官。例如叔孫通，就曾經幫漢高祖劉邦重新訂立宮廷禮儀。在野儒生就保存經籍，抑或以記憶背默抄存。漢初三帝約七十年間，對南方之南越國通商外交，准其以王號入貢。至於北方匈奴兵強，就以和親通婚，但匈奴一直或和或寇，並無定時。到漢武帝時，漢朝由黃老放任變成儒表法裏。武帝對內創立太學，請經學博士教授儒家經典，罷黜百家；對外則大舉征伐匈奴、南越、夜郎、大宛等，停止與匈奴和親，而改為下嫁烏孫。匈奴連年與漢朝戰爭而中衰，令西域諸國改向漢家稱臣。漢元帝時，王昭君下嫁匈奴後，成功親和兩國。
王莽篡漢改立新朝後，主張託古改制，一改西漢册封四夷君主為王、承認匈奴單于名份的慣例，甚至改名貶低之，又收回賜璽，代之以章。四方邦國部族不少都不服新朝規矩，導致戰事爆發。其中例如高句麗國叛亂平定後，將高句麗王降格為「下句麗侯」、高句麗縣也為下句麗縣；匈奴單于一度改名「恭奴善于」，後又改作「降奴服于」。新朝在內戰中滅亡，終於漢光武帝中興劉氏後，則恢復西漢慣例。建武中元二年（公元57年），是第一次有明文記載倭人與大陸皇朝外交往來。後來光武帝就賜「漢委奴國王」金印與奴國王。東漢末年至三國鼎立期間，各政權視乎外交、人力等利益，對四夷則有和有戰，亦有結盟和聯婚。對於內遷中原以稱臣者，則派官監督。魏蜀吳互相交戰時，曾徵召或聯絡如羌、氐之類的部族，有時部族亦會自行響應而倒向一方。與此同時，西域主要邦國如龜玆、康居、烏孫等曾沿兩漢以來慣例，向曹魏進貢。
晉朝取代魏朝，平定蜀、吳之後，北方五胡繼續遷入中原。當時中原士人有主張驅逐之，如江統有著《徙戎論》。御史中丞傅玄上書，亦有“臣以為胡夷獸心，不與華同，鮮卑最甚”之語。晉室始終並無遣返胡人，結果八王之亂後，地方失控，五胡趁亂起兵，史稱「五胡亂華」，漢土人民死傷無數。諸如匈奴劉淵、巴氐李雄者，在攻入中原後，自稱皇帝、國號初時都以「漢」為名，又新改年號，以示繼承漢統。西晉滅亡後，晉室和士人南渡江東。北方胡人入主中原後，多國先後群立。胡人君主或會兼任皇帝和單于，政權又會對胡人、漢人用各自既有制度統治，史稱胡漢分治。其中後趙又曾禁止稱「胡人」、「羯人」，而必須稱羯人為「國人」。由於五胡十六國皇權不及魏晉，國祚大多較短，爭戰篡弒頻繁，連帶漢胡之間常有混戰仇殺。其中冉閔對「六夷胡人」曾大肆屠殺，其中男女老少又有無數是遭誤認而被殺。
到北魏時，孝文帝就厲行漢化，定都中原洛陽，改風易俗，尊崇儒家教化，禮待孔子後人。此外又以漢土之天下通語為正音而禁胡語、穿着漢土衣冠而禁胡服、取漢姓(如皇帝本姓跖跋，改姓元)，棄遊牧而學耕種，使鲜卑人在文化習俗上同於漢土人。後來524年的六鎭之亂，使北魏分立為東、西魏，現今有源於孝文帝漢化政策和並無關連兩說。南北朝格局較隱定時，南朝常稱北朝為「索虜」，北朝就稱南朝為「島夷」。宗教方面，東漢六朝幾百年間，印度佛教漸漸傳入漢土，其初時依附道教，至後來勢力漸大，則被道教派指斥是胡教。又或者，道教會以「老子化胡說」主張佛教源自道家。漢土以外四夷部族與中原各政權基於利益，也時戰時和，有時又會聯合起來，對付敵對漢土政權。梁武帝曾因有“荧惑侵斗”的现象和聽聞童谣“荧惑入南斗，天子下殿走”，赤脚下殿跑步，希望能符应天意，化解灾厄；得知北魏孝武帝西奔，他羞惭地说：“索虏也配符应天象吗？”因为这一天象应在北魏孝武帝身上，意味后者才是真命天子。畫作方面，南梁朝元帝蕭繹《職貢圖》是最早各國朝貢本朝的紀錄。
隋朝雖然皇室有胡漢通婚，不過征服南朝前後，都一樣自居華夏。征戰突厥、吐谷渾後，西域各國來附。不過高句麗不服，結果隋煬帝征戰失利，令國中叛亂蜂起，隋朝遂亡。唐朝大抵承傳隋代體制，且極盛之時，疆域上不單止一度統治西域，皇帝亦兼任天可汗，超越隋朝。幅員廣大之下，胡風、胡樂當時頗為流行。外國、外族人被唐朝政府起用的例子很常見，例如高仙芝來自高句麗、安史之亂中的安祿山是胡人，其父母分別是粟特和突厥人。韓愈認為：“孔子之作《春秋》也，諸侯用夷禮則夷之，進于中國則中國之。”唐代國力強盛遠遠超過秦、漢、隋等前朝，有萬邦來朝之勢，而可見於當時畫作。
唐亡之後，唐土進入五代十國。中原五代政權雖然有部分由沙陀人稱帝，典章制度上是繼承唐朝。在南方，越南北部一帶正式脫離中原統治，自立為國；北方因為接觸到大量華夏經典、思想和唐代技術，深受漢化，產生不少混合漢文化的政權。遼、夏、金先後立國，不但以漢字為基礎創製新文字，又尊崇儒家，以本國為正統，自居「中國」，又或者自稱「北朝」、稱宋朝為「南朝」。所以宋朝一統五代十國時，北患尤重。但此三國始終都面對維持本族傳統和漢化之間的取捨問題。以金朝為例，由開國到滅亡，皇室都有別取漢名之習。但在金太宗時，又對漢人實行剃髮易服：「禁民漢服，及削髮不如式者，死。」同時女真人之中亦一直有好漢人文化者，屢禁不止。所以金國亡於蒙古帝國時，漢人衣冠都已經廣行左衽，甚至古人雕像都以左衽展示。這些雕像一部份甚至到明朝正德年間都尚可見到。
因為四方政權風氣均異於前朝，軍力又時常威脅本朝，南北兩宋儒生無論基於理學與否，都非常强調華夷秩序。程頤認為：“禮一失則為夷狄，再失則為禽獸。聖人恐人之入夷狄也，故《春秋》之法極謹嚴，所以謹嚴者，華夷之辨尤切切也。”范祖禹著《唐鑑》，對唐朝皇帝兼任天可汗一事評論：「太宗以萬乘之主，而兼為夷狄之君，不恥其名，而受其佞，事不師古，不足為後世法也。」靖康之禍後，宋室南遷，就視中原一帶為失土，又數次北伐以圖收復之。後來紹興和議，宋名義上對金國稱臣，每年進貢稱賀，金國則承認宋主為皇帝。到隆興、嘉定和議，兩國君臣名份改成世為叔姪、伯姪之國，「歲貢」亦改稱「歲幣」。當蒙古人滅金後繼續南下，南宋都頑抗拒降，無數官民身死。
唐宋之時，海上貿易非常發達，南方如廣州、泉州、杭州一帶，官府設蕃坊，准許波斯、阿拉伯等外商及其家屬聚居，並從中委任蕃坊長處理事務。按《唐律疏議》，如有法案官司，則「諸化外人同類相犯者，各依本俗法，異類相犯者以法律論」。
- 唐太宗在《步輦圖》中接見吐蕃使者祿東贊
- 金太祖元顏阿骨打像
- 1142年東亞地圖
- 元世祖忽必烈像
- 明代《華夷譯語》
- 明末清初才女倪仁吉所畫的元末明初時期吳氏先祖容像

元代雖然是由蒙古人忽必烈建立，其「大元」國號，是來自易經。由於元朝領土極廣，西連蒙古帝國中、西亞和東歐部份，很多色目人就在元朝為官和定居。當時漢人特指中原人，可以包括原來唐土漢人、女真人和契丹人；南宋人就統稱南人、南家歹、蠻子等，可以包括南方少數民族。當時學者元好問對元朝能夠興文教以及安定百姓生活表示讚賞，又感激統治者重視儒學、大興學校，實行較利於發展經濟文化的政策；對忽必烈征服雲南大理國，恢復漢唐舊疆的成就表示欽佩，認為元朝是正統。在《劉時舉節制雲南》一詩中，又稱元朝為「漢家」：「雲南山高去天尺，漢家弦聲雷破壁。九州之外更九州，海色澄情映南極」。在金朝末年長大、元朝為官的郝經就主張“今日能用士，而能行中國之道，則中國之主也”，認為蒙元政權為合法的中原王朝，郝經又認為本來的「中國」在晉朝以後已亡。
元朝滅宋前後，曾要求週邊國家（如日本、安南、占城、緬甸、爪哇）遣使入貢並承認元朝為正統。這些國家大多拒絕要求，元朝就派兵攻打，但因地理偏遠而氣候異於中土，又遇有頑強抵抗，多數兵敗而返。各國又見機求和入貢，所以戰事反反覆覆而終。當中元朝兩攻日本，登陸後遇上日本人頑強抗擊，加上兩次都遇着颱風，幾乎全軍覆沒。日本之後一直都未向元朝進貢，並稱其為「元寇」。
元朝在民變、內戰和明朝崛起下敗退漠北期間，有些士紳文人不願仕官效忠明朝廷。當中有的逃往漠北、隱居深山，甚至自殺、自殘(例如斬斷手指)，以示誓不出仕。當時儒生進士不少忠於元朝，對農民起義軍的鎭壓和抵抗也十分凶狠。據統計，元末時期為元朝“死節”、“殉難”的進士多達42人。日本學者宮崎市定認為「與其說元明鼎革是一場民族革命，毋寧說它更多表現出階級鬥爭的性質」。錢穆則評論：「明初諸臣不忘胡元，真屬不可思議之尤矣」。為此，朱元璋設立新刑罰，宣告「寰中士大夫不為君用」為罪行，殺害當時許多不願效忠明朝以及為新朝當官的學者：「率土之濱，莫非王臣。寰中士大夫不為君用，是自外其教者，誅其身而沒其家，不為之過」。對於元朝，更斥其實則是“夷狄入中國主天下”。
元末明初時，漢地一带平民衣冠有男裝右衽、女裝左衽之習，但往往是一村一地之習。這種現像見於當時元明漢人、來華朝鮮及日本人之畫作。在洪武元年，針對金、元兩朝對漢土人衣冠禮習等影響，朱元璋下旨通令全國衣冠復原唐制，「其辮髮椎髻、胡服胡語胡姓一切禁止。」
明代初年，鄭和曾出使日本及暹羅。在日本，鄭和向幕府將軍足利義滿頒賜「日本國王」金印，着其剿除海盜。後來鄭和更七下西洋，出使南洋、印度、阿拉伯以至東非多國，令到四夷來朝，勘合貿易帶來鉅額黃金和白銀收入。永樂五年（1407年），北京順天府首設四夷館，負責筆譯四方外語文。有明一代因為時常海禁，不准平民私自出海行商，海盜一直猖獗，官民多稱之為「倭寇」，不過隨年代不同，當中真正日本人佔比例都有高低之別。萬曆年間，日本進侵朝鮮，欲假道入唐征服明朝，明朝就出兵朝鮮與之交戰。當時歐洲傳教士來到明朝，例如耶穌會利瑪竇，其名就是來華後特取漢名，而且為了得到皇帝和士人信賴，學習漢字經典、着漢土衣冠，又容許漢人信教者繼續祭天、祭祖和祭孔。漢土人則稱歐洲人為「佛朗機」、「佛狼機」等。這些叫法源自東歐和中東稱呼法蘭克人的習慣。
明朝晚年在內外患亂之中，被清朝取代，一些明朝遺臣不肯效力清廷，抵抗清兵或流亡他國（如日本、朝鲜、越南等），例如朱舜水選擇流亡日本。諸如王夫之、傅山在著作中也往往強調遺民不仕他朝。

## 清代之變體與瓦解
- 1793年乾隆皇帝接見英使
- 《海國圖志》英吉利圖
- 晚清《膺戎圖》，流傳四川
- 1896年卑斯麥與李鴻章在德國
- 1896年總理衙門接見使節圖
- 晚清郵票

清朝皇族為滿洲旗人，自有文化習俗、語言和衣着。清初入關起，對漢土明季遺民就實行剃髮易服。當時無數漢人因而憤起反抗，導致不少屠殺發生。雖然實行困難，漢人外觀出現改變，令韓、日、越等深受華夏禮教影響的皇朝認為滿清是蠻夷。雍正帝又曾著《大義覺迷錄》，駁斥華夷之分，又主張清廷是正統。此外，清政府亦避忌任何明亡以來貶斥滿人為夷狄或韃虜、尊明朝為正統的書籍，數發文字獄，又藉編《四庫全書》過程之中禁燬書籍。原明代四夷館則改名四譯館。
在華基督宗教方面，早在晚明時，由朝野士人到各國基督教派、修會，在利瑪竇生前死後對於教義、應否遵行「利瑪竇規矩」等問題已經有所爭論。到清初，爭拗更為激烈，驚動羅馬教廷發佈通諭。禁止華民習俗之令來到江寧（今南京市）時，當時康熙帝大為不悅，就下令將所有不遵行「利瑪竇規矩」者逐出帝國。東西方經過一番通使交涉之後，羅馬依然重申禁令。康熙六十年（1721年），康熙帝就下旨禁止基督教士在華傳教，又認為「中國道理無窮，文義深奧，非爾等西洋人所可妄論。」到雍正年間，教宗本篤十四世在1742年頒佈《自從上主聖意》，不但重申禁令，又不許在華教士討論「禮儀」問題。雍正帝就下旨曰：「中國有中國之教，西洋有西洋之教；彼西洋之教，不必行於中國，亦如中國之教，豈能行於西洋？」
在乾隆晚年和嘉慶年間，英國曾派遣、阿美士德兩次使團來華商談涉及港口通商等貿易問題。由於叩頭禮儀等問題，清方最終一概拒絕英方額外開港、自由傳教等要求。當中乾隆皇帝以《賜英吉利國敕書》回信英國，則自號「天朝」，稱英國君主為「國王」、歐洲人為「夷商」、「西洋人等」、「夷人」之類。此外，在洋人傳教方面，清廷又謂相比起英國基督宗教，「天朝自開闢以來，聖帝明王垂教創法，四方億兆率由有素，不敢惑於異說」、「欲任聽夷人傳教，尤屬不可」。信末則認為英方此行是不熟「天朝體制」，並非有意冒犯。
直到19世紀中，清廷皇帝和官員都常以歐洲帝國為夷狄。清政府在與外國條約中，如望廈條約又自稱「中華大清國」。林則徐就林維喜案所寫奏摺，就稱英國人為「夷人」。即使是較開明者如梁廷枏、魏源，雖寫過介紹西方世界或全世界的書，大開國人眼界，書中仍源用「英夷」之類的稱呼、或得出「師夷之長技以制夷」之說法。直至1858年，清朝與英國簽《天津條約》，明文禁止在公文中以「夷」字稱呼英國官民。此後，「洋人」、「西洋人」逐漸取代原來呼稱。1861年，清廷特成立總理各國事務衙門，以為正式外交機構。後來到1901年更名外務部。清廷與歐美各國陸續簽訂條約後，殖民地和租界陸續成立。以英屬香港及英租界為例，清朝統治地稱「華界」、英國統治地稱「英界」。同時，基督教各派會就取得治外法權和恢復公開傳教。當時因為習俗不同、神職人員自行入內陸傳教、教會涉嫌包庇犯事教民、排外流言等緣故，教案頻生。但諸如《膺戎圖》之類的強烈反洋教宣傳刊物，清政府會以違反條約為由查禁。到19、20世紀之交，義和團口號則稱「扶清滅洋」。
與此同時，晚清文書中凡提及日本，除直用其國名外，往往又沿用「倭」之稱呼，例如《瀝陳球案倭約疏》、《覆陳球案倭約疏》。到甲午戰爭爆發時，清朝對日宣戰詔書的行文不但強調朝鮮是清朝藩屬，對日本人員及船隻又分別稱「倭人」、「倭船」。
晚清由於幾次戰敗和失土，既有的朝貢體系大受歐美基於條約的國際法體系衝擊，令朝貢國退出體系。加上激起這些國之中有識之士和官人謀求自強，例如日本明治維新之下，不但戰勝清朝，更吞併朝貢國琉球和朝鮮，令華夷秩序到了20世紀完全崩潰，被國際法體系取代。由於歐美及日本堅持條約不得使用貶稱及其他有明顯地位等差的用詞，中文文本之中，對方國號一般都加「大」字，與「大清」平等；如果同為君主制，則雙方君主並稱「皇帝」、「大皇帝」，例如《馬關條約》以「大清帝國大皇帝陛下及大日本帝國大皇帝陛下」開首。隨着海外華人越來越多，華界以外的漢人開始不跟從清朝的髮式，選擇剪辮，原因可以是反清、受工作環境所迫、為免遭人欺壓或取笑、主張西化等。衣着方面，其中有如章太炎者，參照和服製作衣冠；又有如主張西化者，直接改用洋服。同時清朝開始派學生留學。
有清一代，滿人為皇族底下，滿漢以及蒙回藏苗等民之間始終時有紛爭。晚清時，衝突越來越厲害，例如雲南回變時杜文秀旗下就有「驅逐韃虜、恢復中華」之語。帝國內外醞釀視滿清為夷狄的反清革命之風下，記載清兵在南明屠城的書籍也廣為流傳。1894年，興中會初創，提出「驅除韃虜，恢復中國，創立合眾政府」。首兩句改成「驅除韃虜，恢復中華」後，又為1905年中國同盟會繼承。最終1911年，武昌爆發起義，清朝和革命軍連番戰鬥之下，翌年宣統帝被袁世凱強迫遜位，是為辛亥革命。此際，中華民國臨時政府成立於南京；西藏、蒙古及關內十八省中十五省宣告獨立，脫離清朝。

## 現代政府與思潮
- 民國初年海報
- 1943年美國戰時聯合國家海報
- 50年代竹幕圖
- 1984年北京天安門廣場
- 1991年英屬香港街道

中華民國大陸時期，漢地各省官民雖有嘗試再興傳統漢式衣冠，都少有強調華夷之別，而較多是用於典禮，如大學畢業典禮之用。就算袁世凱短暫稱帝，號稱中華帝國，都依然在於國際法體系之中。到第一次世界大戰之後，五四運動和西化主張風行大陸，儒學中的華夷之辨就更加遭到廢棄。至於主張「五族共和」、「中華民族」者，其思想都是基於民族主義。香港進入1920年代，總督金文泰為抗衡大陸民族主義和共產主義，就強調傳統儒家經學和古文。與此同時，新儒家就主張揉合中西之學，但不強調原來儒學中的華夷秩序。
中华人民共和国建政初期直至毛澤東病逝，基於馬克思列寧主義、史達林主義和毛澤東思想，對儒學持强烈否定態度，而宣揚無產階級國際主義，並對外輸出共產革命。在文化大革命期間，中國大陸因為外交上更偏向極左，其間英國在北京的駐華領事館曾被紅衞兵縱火焚毀，又發生過焚毀蒙古駐華大使專車事件、1967年莫斯科紅場事件等，都是出於反對「英美帝國主義」和蘇聯「修正主義」。此外，定義民族的準則亦基本上取自蘇聯。文革結束後，由鄧小平主導下進入改革開放，放棄輸出革命，並且到江澤民、胡錦濤、習近平主政三代，都主張行中國特色社會主義。至於1949年後退守臺灣的中華民國政府，在蔣中正政府時期，則強調中華民族以及反共主義，指斥中共政權以蘇聯政體為模型、推動簡體字、在文化大革命中對中華文化與文明遺緒更大加破壞。相比之下，國府則本身是繼承清朝法統，且能傳承正統中華文化，與中共是「漢賊」，又貶斥中共為黃俄。
進入21世紀10年代，中華人民共和國所主張的中華民族主義甚為國內的漢族人接納。時至今日的政治文化，則依然有凸出中西方差異的比較。由於中華民族主義通常帶有屬人主義的特徵，希望擁有華人血統者認同該思想，如現今中國大陸即常以此作為反對台灣獨立的理由。另外，有時又會與政治上的中國概念混合，而呈現對中國的傾慕，不論持有該思想者是否為中國籍，主要在移民身上常見。
不過，在海外華人、臺灣華人、以及1997、1999年主權移交後的香港、澳門華人之間，反對大陸中國民族主義的人並不少，理由亦各異。當中，香港學者兼前特區政府官員陳云根就著寫《香港城邦論》等書，敘述香港因為避過大陸自晚清起過百年政局和文化動盪，且具帝國格局，是華夏文明的正統。對於中共中央政府以馬列主義立國、用蘇共幹部體制治國、推行並使用簡體字、文化大革命中以破四舊之名摧毀華夏習俗和文物，就直斥是蠻夷所為；而中華民國政府除了以晚清起統合國民、國族的民族主義思想提倡「五族共和」、「中華民族」，國民黨本源亦與「聯俄容共」大有關聯，故而兩地在華夏文化傳承和治術上反不如英國戰前和戰後以普通法和習慣法統治香港。他反對以「中國」為國名、使用「中國人」的稱呼，因為「中國」在古義之中指天子京城，除非本身富有禮義而住在首都市中心，稱「中國」、「中國人」實為僭越。他又主張在現實政治言之，陸、台、港、澳四地可以和日本、韓國、越南、新加玻等漢字文化圈國家結成華夏邦聯，以香港為中心，復興類似周朝的天下秩序，長遠與西方文明互補不足。

## 漢土以外流傳的中華思想
由于華夏儒教王道文化傳播久遠，對漢土周邊地區服飾和風俗影響極大。除了最終入主中原或統一天下的政權之外，辨別夷夏之思想和習慣在日本、朝鮮和越南大為發展。這些部族、國家紛紛效仿中土的典章制度，用于吉凶賓軍嘉五禮。中原衣冠制度也成為這些地方辨别夷夏的重要準則。一些政權又會自稱“華夏”、“中國”，或自認為“小中華”。時至今日，接受中華思想的周邊國家稱之為儒家文化圈，或者因使用漢字而稱爲漢字文化圈。

### 朝鮮
- 韓服交領右衽
- 1901年朝鮮宮女闊衣
- 高麗太祖王建像高麗太祖王建像
- 1797年韓刻《五倫行實圖》
- 19世紀興宣大院君李昰應道袍像
- 1766年崇禎紀元碑文

大陸歷代王朝正史中，都記載朝鮮半島一帶由孤竹國、箕子朝鮮時期到後三國時期，林立過不少王國，如高句麗、扶餘、馬韓等，其中漢、唐兩代又一度統治過朝鮮半島部分。期間一千多年，中原的衣冠禮制和百家經典大多經遼東半島傳入朝鮮，部分又由朝鮮傳入日本。至高麗時代，以平壤為西京。光宗實行外王內帝之制，就將首都開州(今開城)改名皇都。仁宗年間，曾下詔慨歎高麗太祖開國時「景行華夏之法，切禁丹狄之俗」，而當朝不但朝廷、庶民競相華靡，更「襲丹狄之俗」。此外，女真人立金國之前，曾向高麗朝貢稱臣。高麗有時又會將大陸皇朝國號加在本國號前合稱，如五代時稱「有唐高麗國」、「有晉高麗國」，宋代稱「有宋高麗國」、元代稱「大元高麗國」，但事遼、金時則無此例。
朝鮮本身鄰近日本列島，早於5世紀高句麗《廣開土王碑》已經有倭人寇邊的記載。此時「倭寇」尚未合成一詞，而係「倭人侵擾」之意，例如《高麗史》有記載1223年「倭寇金州」。其中1019年，遼朝則有女真海盜襲擊高麗和日本，日本稱之為「刀伊入寇」，而「刀伊」實為高麗人對女真的稱呼「東夷」。在臣服元朝時期，元日交惡及兩次戰爭，所以歷史學中的「前期倭寇」在朝鮮沿海往往有報復意味。朝鮮史書就將對馬島、壹岐島、平戶島三地，合稱為「三島倭寇」。1419年，朝鮮水軍應對日本海盜問題，進攻對馬國，史稱己亥東征、己亥征倭役或者第三次對馬島征伐，而日本則稱之為「應永外寇」。
朝鲜王朝與明朝交好，不但自號「小中華」，更接受明制官服。朝鮮人所編史書如《朝鮮王朝實錄》又會視箕子朝鮮時期為朝鮮受華夏教化之始。明亡後，儒者一度認為滿洲族沒有繼承中華文明的正統性，認為中原的中華文明隨著明朝一起滅亡。「中華文明之最優等生的朝鮮理當為正統中華文明的繼承者」和「朝鮮應當去完成中華的作用」等思想也在朝鮮出現，認為自身是東方的禮儀之邦，君子之國、隱士王國，中華文化的承繼與發揚者。在非正式場合下有時依然使用明崇禎年號，稱清帝為「虜王」。在朝鮮國王死後，清朝也會如明朝一樣賜予諡號；但朝鮮認為被「夷狄之國」賜予諡號是一種恥辱，因此將其自所有官方史料中抹殺。後來朝鮮學者及使臣通過對清朝一段時期的觀察，認識到清朝與他們所想像的「夷狄」統治下的國家完全不同，清朝的經濟繁榮給他們留下了深刻的印象，讓他們重新審視起朝鮮國內對待中國的一些負面印象，在客觀上肯定了滿族統治者對中國的統治。19世紀晚期，朝鮮開化派在日本的主導下斷行「甲午更張」，開始推行近代化改革，大臣崔益鉉就以華夷之辨堅決反對更改制服1895年，清日簽訂《馬關條約》後，朝鮮於1897年改國號為大韓帝國，稱皇帝，改元光武，體制維持至1910年日韓合併為止。
日本帝國殖民統治朝鮮半島35年間，對韓民政策時軟時硬。朝鮮民族主義和純血主義在此時亦成形，其不但追求朝鮮獨立、反對日本統治，且又否定舊時基於儒學的小中華思想和華夷之辨、否定所謂事大主義。歷史敘述除了重新建構大韓民族之起源，亦多歌頌半島歷代政權抵禦外敵的戰爭，視乎派別，或將高句麗、新羅等政權視之為由韓民族古代建立。

### 越南
- 19世紀末越南官服
- 17世紀末《大越史記全書》封面
- 順化皇城太和殿內
- 15世紀阮廌像
- 19世紀末越南科舉考生

唐末脫離中國直接統治以後，及撇除明朝短暫統治時期，越南歷朝君臣大抵皆會着衣冠，仿用中原皇朝官制、考試。史書亦以越南為中華、中夏，而非中原大陸皇朝。一直至到十九、二十世紀法國殖民印支半島時期，這種以儒家華夷天下秩序為基礎的世界觀才逐漸衰落。
按照越南正史及傳說，遠在商朝時，文郎國曾與之交戰；西周成王時，又曾自稱「越裳氏」，遣使入貢，而據講當時周公特命人以指南車送使節返國。不過，當時越南一帶尚係百越居地，中華思想當未傳入。
至到秦朝，始皇帝大軍南征百越，在今越南北部一帶設象郡。不久秦中原大亂，趙佗在嶺南自立，是為南越武王，後又為南越武帝。南越國並無排斥「南蠻」，推行和輯百越，同時又避過秦漢間之戰亂。越南流傳正史，如陳朝年間的《大越史記》、後黎朝《大越史記全書》、二十世紀陳仲金編《越南史略》等，都以南越國為越南正統皇朝，稱之為趙朝。而南越國所統治兩廣地區，在此看法底下則視作越南失土。
雖然南越國統治期間，中原之華夷思想隨語言、文字和經典逐漸傳入越南地方，在南越國滅亡後，越南中、北部一直都屬於中原皇朝的官府體系統治，並受其政局興衰影響。6世紀至7世紀初時，越南北部一度脫離南朝，史稱前李朝，最終被隋朝攻佔。到唐末五代，越南一帶時有戰亂分合，終於到968年，丁部領擊敗吳朝崩潰後的十二使君，定國號為大瞿越，越南才開始長期自治。
越南的君主對內與對外採取了不同的稱呼：其對內稱“皇帝”，對北面大陸皇朝進貢、外交文書則自稱“國王”。有時則自稱南國、南朝、中國，稱大陸皇朝為北國、北朝。對東南亞各國或族人，越南則以中國、中夏自居，稱他國為夷狄。如黎聖宗1470年親征占城，詔文有“蓋自古夷狄爲患國中”之語；1479年征哀牢（老撾），詔曰：“朕丕繩祖武，光禦洪圖，蒞中夏，撫外夷”（同時1479在老撾川壙高原盆蠻一帶置鎮寧府），並且冊封一些周邊國家為藩屬。15世初，越南一度被明朝攻佔統治。由於民變屢起，明軍撤出越南。後黎朝將越南復國，並發表《平吳大誥》。「吳」即指明朝。
清朝取代明朝後，越南會自號漢人、漢民，稱清帝國治下之漢人為清人、唐人。到19世紀，嘉隆帝曾說「漢夷有限」，其中「漢」指越南皇朝，「夷」指高棉。他亦排斥西洋人，聲稱「先王經理天下，夏不雜夷，此誠杜漸防微之意也。紅毛人狡而詐，非我族類，其心必異，不可聽其居留」，此紅毛人亦是指英國人。1831年（明命十二年），阮朝官員兼明鄉人之後李文馥護送遇大風失途的清朝官員陳棨回福建。當時因見對方官員帶他去「粵南夷使公館」，大為不滿。一說為「誚讓舘伴官，聲色俱厲，不入舘，令行人裂碎『夷』字」，另一說直據其所撰寫抗議文章《夷辨》，自言「我非夷，不入此夷館」。《夷辨》提出越南人是「古中國聖人炎帝神農氏之後也」，久受聖人教化，有文章禮儀，是華非夷。清方最終改館名為「粵南國使官公館」。當時不但福建省總督宣示云：「貴使來此，本省自以侯臣之禮待之，不敢以外夷視也」，士大夫亦大為讚揚，轉相傳抄。

### 日本
- 16世紀室町時代狩野派《三聖吸酸圖》
- 1823年(文政6年)藤原惺窩像
- 桓武天皇像
- 1880年代士族禮裝
- 天狗黨之亂浮世繪部份
- 17世紀和刻本朱熹、呂祖謙《近思錄》

日本的中華思想至少自中古時代已然形成，到江戶時代更創立獨有論述。在大和國的中華秩序之中，中華、正統和正宗可指日本列島、日本及日本皇室。四夷及其他異族名(如肅慎)在日本過千年信史之中，隨時代演變，所指族群都有所不同。
日式天下觀最早可見於唐宋官修正史及日本第一本正史《日本書紀》，但兩地史書所記有相當差異。按《隋書．東夷列傳》記載，隋大業三年，倭王多利思比孤派小野妹子到隋國求佛法，所遞交國書開首即曰「日出處天子致書日沒處天子無恙」。其時煬帝甚為不悅，對鴻臚卿說：「蠻夷書有無禮者，勿復以聞。」後來隋煬帝派裴世清出使倭國，倭王對裴世清答覆，稱隋為「大隋」，聽聞是「禮義之國」，故來朝貢，又自稱「夷人」，國中上下「僻在海隅，不聞禮義，是以稽留境內，不即相見」云云，視隋朝為富有文化禮制的上國。而按《新唐書》，多利思比孤即用明天皇（31任天皇），遞書當在隋文帝開皇末年。
另一邊廂，日本正史筆法以日本皇室為大宗，以訓讀音稱隋朝為「大唐」、「唐國」、隋朝皇帝為「唐帝」、隋朝來使裴世清等一行人為「大唐客」。《日本書紀．豐御食炊屋姬天皇．遣隋使》主張國書成於推古天皇朝，由聖德太子所寫。另外，小野妹子返回日本後，曾奏謂唐帝有「以書授臣」，但經過百濟時，遭到百濟人劫掠，因而遺失。當其時群臣認為應處以流刑，推古天皇則認為不可。而裴世清來到日本，親持國書對日本朝延「兩度再拜」，方再獻上。國書以「皇帝問倭皇」起始，中間云：「知皇介居海表，撫寧民庶，境內安樂，風俗融和，深氣至誠，遠脩朝貢。」後來裴世清返國，聖德太子又回書，再次派遣小野妹子，全文開首曰：「東天皇敬白西皇帝。」《日本書紀》並無記載天皇與裴世清對答之語，亦無明言隋朝皇帝是文帝抑或煬帝。《隋書》、《新唐書》則未記載小野妹子回程遭遇以及第二次受命遣隋，並再次呈上日方國書，亦無提及裴世清對日本奉上隋方國書之部分。此外，書中亦間有稱日本為「中國」、「華夏」，如「于時新羅不事中國」。
遣隋唐使令儒、佛等漢地經典同時傳入日本。雖然佛教更加普及，形成神佛習合之風，到奈良、平安時代，日本都仿效中國大陸皇朝官制名號，中華對四夷的世界觀亦隨之顯現。當時日本朝廷稱東面「毛人」為蝦夷，又設征夷大將軍、鎮狄將軍征伐蝦夷。征伐九州和四國時，又設征西將軍，又名征戎將軍。當時「蠻」可指朝鮮半島南部、薩摩國以西的五色島、薩摩七島、琉球土人或者未開化的人。不過，自鎌倉時代起，征夷大將軍漸漸失去本義，身份變成架空朝廷統治天下的幕府最高掌權人及全體武士的領袖。
到十六世紀戰國時代，歐洲人於東南亞殖民後開始航海而來，「南蠻」變成指葡萄牙人及其他歐洲人。當其時與歐洲人的貿易關係，史稱南蠻貿易。基督教堂稱南蠻寺、歐洲式鎧甲稱南蠻胴、歐洲餐飲稱南蠻料理，如此類推。關白豐臣秀吉發動之朝鮮戰爭，本來計劃是要借道征服「唐國」明朝，甚至日本天皇遷都北京後，要征服印度。日本多稱之為「文祿、慶長之役」，別稱之中又可作「征韓」、「朝鮮征伐」、「入唐」、「太閤西征」等。
明朝滅亡前後，日本進入江戶時代。德川幕府以朱子學為官學、重用儒者，又善待東渡日本的明朝遺民。加上陽明學東傳，儒家華夷思想與日本神話，尤其信史之前的創世神話逐漸融為一體，故有「神儒一體」之說。日本各學派所提出理據雖然不是全部一樣，在衣冠禮制方面大多同韓、越儒者一樣，認為清帝國在滿族統治下，漢人被剃髮易服，已淪為蠻夷，非復華夏。但日本不單止依然沿用隋唐以來衣冠之餘，易姓革命無一成功，所以天皇血脈從未斷絕，又行封建(天皇、幕府、大名)，所以日本儒生認為大日本是「中華正統」和「中國」，且比起大陸宋明等皇朝更接近、甚至等同儒家理想中的周朝封建治世。更進一步者，就會以本地垂跡說主張伏羲等上古帝皇是日本神明化身。部份書籍如《日本外史》書及明朝萬曆皇帝，皆稱「明主」、「明主朱翊鈞」、「明主翊鈞」而不書「皇帝」，與日本正統「天子」、「天皇」相對。不過，當時亦有排斥儒、佛的國學者，如本居宣長、平田篤胤主張「復古神道」，強調大和魂，排斥包括華夷之辨在內的「漢意」，不以儒學、佛學經義解讀日本神道教及日本歷史。
諸儒之中，林羅山提出日本之所以為中華正統，在於天皇乃周室分支——吳太伯子孫。1672年林春勝、林信篤的《華夷變態》、1669年山鹿素行的《中朝事實》都強調日本「本朝」就是「中國」。《華夷變態》指蒙元入主「中國」時天下猶未剃髮，但滿族統治者入主中原後人們剃髮易服，改穿胡服，中華文物蕩然無餘，「先王法服」淪為戲服。中原已是韃虜橫行之地，昔日華夏已變成蠻夷。《中朝事實》更稱日本為「中華文明之土」，稱地域上的中國為「外朝」。對於大清帝國其名，日本書籍多稱「清」、「清國」，亦由蘭學流傳，得出西方諸語文「China」、「Cina」對譯佛經的「支那」、「震旦」等古稱，開始流行稱清朝治下漢土為「支那」、清國治下漢人為「支那人」，取代「唐土」、「漢土」、「唐人」、「漢人」用字。民間書刊或又用「支那帝國」稱清朝，對譯西文「Chinese Empire」、「Chinees keizerrijk」等(今多譯「中華帝國」)，以為中性近義或同義詞，不具貶義。
十九世紀，美國黑船來航，以及英、法等已完成第一次工業革命的歐洲殖民帝國勢力來到日本。尊王論、攘夷論在幕末應運而生，當時人或基於此說，指斥幕府將軍本名「征夷大將軍」，開關而不征伐西洋「夷狄」諸國，是為失職，又斥罵如英國人為「英夷」。幕府倒臺後，大政奉還天皇，時稱「王政復古」。自明治維新起，原幕府時代的下級武士本身受朱子之學，得以負責運作帝國政府。《大日本帝國憲法》第一章第一條明言「大日本帝國由萬世一系之天皇統治之。」。日本帝國官方未直接自號中華，而當時皇室、帝國政府、民間在西化、現代化、宏揚大和國粹之風流行底下，華夷思想相對處於下風。儘然如此，明治2年時，帝國政府在《修史之詔》中說明官修正史之重要，就以「明華夷內外之辨」形容之。在甲午戰爭，大陸浪人宗方小太郎正從事日本海軍，就以古文寫成檄文《開誠忠告十八省之豪傑》，貶斥滿清為外夷，號召關內漢人抗清。
當大陸進入中華民國時代，日本政府選擇以「支那」為中國大陸及其歷朝的統稱，例如官報將「中華民國」別作「支那共和國」，對譯如英文「Republic of China/Chinese Republic」，乃至直稱中國大陸為「支那」，簡稱「支」。不過，官方「支那」、「支那共和國」、「中華民國」常混用，又或者先列一名，後括別稱。1932年，日本政府宣佈官方文書中用「中華民國」替代「支那國」作正式全名時，日本知識界就批評外相幣原喜重郎軟弱。正式國號以外，日本政府則繼續沿用此詞，如清朝滅亡後由清國駐屯軍改名的支那駐屯軍、侵華年間的支那派遣軍等。民間刊物、影視亦繼續混用。1940年，日本有份簽訂之《日華基本條約》及《日滿華共同宣言》，就以「中華民國」、「華」指汪精衞的南京國民政府。蔣中正的國民政府遷都重慶後，稱之為「重慶政權」。
太平洋戰爭期間，日本為軸心國一員，與同盟國交戰。報紙、書刊常貶稱英國為「英夷」。此外，對尤其英、美國又常稱「鬼畜」、「鬼」，如「鬼畜米英」、「鬼畜米帝」、「米鬼」。到戰況逐漸不利日本帝國時，日本軍人曾有口號「神州不滅」。因為「神州」本來指大陸上古時之九州，所以日本借用此詞，就有「神國不滅」以及「中華正統皇朝不滅」兩種意味。即使昭和天皇裕仁宣佈終戰，在《大東亞戰爭終結之詔書》中仍自稱朕，稱中華民國為「支」(米、英、支、蘇四國)。戰後日本在盟軍佔領之下 (美国)，按駐日盟軍總司令部《神道指令》實行政教分離，在1947年起改行《日本國憲法》，天皇遂由政教合一之帝國元首變成現代意義上的虛君。